# Catedral de Maputo
La Catedral de Maputo, oficialment la Catedral Metropolitana de Nossa Senhora da Conceição, és un edifici emblemàtic de la ciutat de Maputo, Moçambic, projectat en 1936 per l'enginyer ferroviari Marcial Simões de Freitas e Costa. La primera pedra es va col·locar el 28 de juny de 1936, i està situat a l'interior de l'atri i inscrita per l'aleshores bisbe de Moçambic i Cap Verd, Rafael Maria da Asunção. Fou inaugurat en 1944.
Està situada a la Praça da Independência, pròxima a l'Hotel Rovuma i a l'edifici del Consell Municipal de Maputo, i té com a característiques una altura interior de 16 m, i una torre amb 61 m d'altura. La nau té 66 m de llarg i 16 m d'ample. La catedral és la seu de l'arquebisbat de Maputo. L'expressivitat estructural, així com el disseny i el posicionament axial del seu campanar, són inspirats en l'església de Notre Dame du Raincy de París, d'Auguste Perret, mentre que el sostre en forma de cúpula és inspirat en l'Església de Nossa Senhora de Fátima, Lisboa, de Pardal Monteiro. Es tracta d'un edifici suggestiu d'estil art déco i conté obres dels artistes Francisco Franco, António Lino, Simões de Almeida, Leopoldo de Almeida Maia i Antonio Ribeiro.